# 宍戸留美
宍戸 留美（ししど るみ、1973年〈昭和48年〉11月6日 - ）は、日本の女性歌手、声優、女優、ラジオパーソナリティ、キャラクターデザイナー、アイドル。広島県出身。

## 経歴
母子家庭育ち。一人っ子として育った。中学高校時代は高校1年生の2学期まで比治山女子中学校・高等学校で学び、その後日本女子体育大学付属二階堂高等学校へ転校して卒業している。学生時代はバトントワリング部に所属していた。子供の頃は、色々な役になってみたいと願い、市原悦子に憧れていた。
1989年、前年に続いて2回目のエントリーとなった『ロッテ CMアイドルはキミだ!』にて4代目グランプリを受賞。翌1990年に同社CM出演およびシングル『コズミック★ランデブー』で歌手デビュー。当時のキャッチフレーズは「ルンルンはミニが好き」「ド・レ・ミ・ファ・ソ・ラ・シ・ド・シ・シ・ド・ル・ミ」。当時顔が小さく手足が長いという体型だったことから宇宙人っぽいイメージで売り出されたこともあった。最初はいわゆる正統派アイドルとして活躍するも、後にリリースする個性的な楽曲により、同時期のアイドルとは一線を画すと共にコアなファン層を獲得。アイドルユニット「七つ星」のメンバーとしての活動にも参加した。
1992年、当時の所属事務所リバティーハウスを退所し、フリーランスとなる。リリー・フランキーと共に歌謡曲専門レーベルを立ち上げ、広報、マネージメント、経理などタレント業における諸業務すべてを自らこなす業界初の「インディーズ・アイドル」となる。事務所やレコード会社各社がまだまだアイドルを乱発していた当時としては、事務所に所属せず、アイドルが自分で自分をプロデュースするという選択は大きな冒険でもあった。この経歴は、サエキけんぞうに「宍戸こそ現在のLIVEアイドルの源流」と論じられている。

### 声優活動
1992年、OVA『KO世紀ビースト三獣士』のユーニ・チャーム・パスワード役で声優デビュー。
1995年、東映プロデューサー関弘美の推薦で、東映アニメーションのテレビアニメ『ご近所物語』で、主人公・幸田実果子の声と主題歌を担当し、本格的に声優活動を開始した。『ご近所物語』の放送が終わった後、頻繁に東映アニメーションの作品に出演していた。
1998年頃、アニメ『夢のクレヨン王国』に出演時など一時的に櫻田実果子（さくらだ みかこ）の名前で活動していた。
1999年、『おジャ魔女どれみ』にレギュラーとして出演し、瀬川おんぷ役で声優としての人気を獲得。
2001年、『遊☆戯☆王デュエルモンスターズ』から、ネルケプランニングが声優のキャスティングを手がけるアニメ作品で多数出演していた。
2005年、テレビアニメ『アニマル横町』でレギュラーとして出演していた。宍戸本人のブログによると、この作品は声優として大きなターニングポイントになった。
2012年、『おジャ魔女どれみ』のスタッフのおかげで、OVA『君のいる町』で出演し、音響監督の長崎行男と知り合って、『プリティーリズム・レインボーライブ』の天羽ジュネ役が決まった。

### インフルエンサー活動
2010年5月9日、デビュー20周年記念ライブを実施。Ustreamでの中継は、中継時間内の瞬間最大視聴率が世界1位を記録した。2010年12月からJUNSTVが提供するインターネット配信音楽番組「宍戸留美×津田大介 Oil in Life」の制作、キャスティング、司会などを務め、2010年5月からは、日刊サイゾーの連載記事「宍戸留美×小明×Voice Artist【声優 on FINDER！】」でカメラマンを担当するなど、活動の場をイラストレーター、写真家、映画、舞台役者、番組制作などに広げている。

### 歌手活動
フリーになる以前、シングル7枚・アルバム2枚をソニーレコードからリリース。うちセカンドシングル（正確にはc/wだった「恋のロケットパンチ」）以降の楽曲の多くは福田裕彦（作曲）・石嶋由美子（作詞）のコンビが手掛けた。テクノポップ調の曲と、ある種サイケデリックかつキュートな歌詞を特徴とし、この時期の宍戸は「テクノ・アイドル」として一部から絶賛された。1990年代に於いて、デビューから一貫してテクノを続けた点も評価が高く、「元祖テクノアイドル」とも称される。2000年代にPerfumeを支援した人物の一人として知られる掟ポルシェは、宍戸の追っかけ（のようなこと）をしていた。
フリー以後は方向性を一変させ、声優活動と連動してアニメ主題歌などのシングルをリリース。フリー後初のアルバム「Set me Free」は『ニューヨーク・タイムズ』紙上で“CDを探し求める価値のある日本人アーティスト”として評された。
2010年、フランス語で歌った『faire l'amour』は同年公開の「死刑台のエレベーター」挿入歌。フランス、ドイツでコンサートもおこなった。プロデューサーでギタリストの鴫原浩平との出会い以降は、ボサノバやジャズなどの要素を取り入れるようになった。
2011年から2013年にかけて、30代三部作として「CHERBOURG→BRIGHTON」、「女」、「Ruminescence」をリリースした。

### 逸話
- デビュー直後は、当時の所属レコード会社だったソニーの寮で生活。当時の同居人に河田純子、米光美保（当時東京パフォーマンスドール）、Lip'sらがいた。しかし学校が別々だったこともあって、お互い仲良くなる暇も無かったという[15]。
- 18歳の時にデビュー当初からの所属事務所を退所した理由について、「事務所がやらせようとしていたバラドルにはなりたくなかったから」と述べている[21]。
- 芸能活動が少なかった時期、とある雑誌に「宍戸留美、死亡説」と書かれていたことがある。宍戸は「まだ生きています」との年賀状をその雑誌に自ら送りアピールし、これを見たフジテレビのプロデューサーが『ウゴウゴルーガ2号』に出演させた。そのプロデューサーは「事務所の干渉には屈しない」と胸を張ったという[20][34]。
- 『KO世紀ビースト三獣士』に声をあてていた頃、山寺宏一に気に入られていることを山寺の当時の妻であるかないみかから聞いた[35]。かないとは現在でも親交があるという。
- 出演作品には矢沢あい原作のものが多い。まず『ご近所物語』の幸田実果子に始まり『Paradise Kiss』の幸田実果子・山口アリス、映画版『NANA』の坂上、ゲーム版『NANA』の小松奈々などがある。『ご近所物語』の主題歌、声優出演がきっかけで矢沢と対談した。『ご近所物語』のコミックにその時のエッセイ漫画が載っている。そこには2人は意気投合して仲良くなったとある。
- デビュー20周年を迎える2010年4月、女子大生、ネット関係者、ブロガーなど熱狂的なファンが「宍戸留美 応援プロジェクト」を発足させた。「ルンルンの紅白出場」「妹募集」などのプロジェクトを実施している[36]。
- 『2010年☆宍戸留美☆妹オーディション』でグランプリを受賞した、東京都出身20歳短大生「蝦名恵（えびなめぐみ）」のプロデュース業もしている。
- カメラマン増田賢一との25年分の写真をまとめた「東京幻想写真集」とアルバム「東京幻想曲集」をクラウドファンディングを利用して制作するプロジェクトが始動。目標金額350万円を超え、約430万円が集まった。(MotionGallery) https://motion-gallery.net/projects/runrun25
- 介護職員初任者、子育て支援員の資格を取得[15]。

## ディスコグラフィ

### シングル
| 枚   | 発売日         | タイトル                              | 規格品番  | 最高位 |
| ---- | -------------- | ------------------------------------- | --------- | ------ |
| 1st  | 1990年5月21日  | コズミック・ランデブー                | CSDL-3093 | 61位   |
| 2nd  | 1990年9月21日  | ナクヨアイドル平成2年                 | CSDL-3167 | 60位   |
| 3rd  | 1991年1月1日   | Panic in my room                      | CSDL-3215 |        |
| 4th  | 1991年5月22日  | 地球の危機                            | SRDL-3279 | 75位   |
| 5th  | 1991年7月25日  | おとこのこ                            | SRDL-3328 |        |
| 6th  | 1991年10月25日 | 男のコが泣いちゃうなんて（La-Da-Dee） | SRDL-3380 |        |
| 7th  | 1992年3月25日  | 恋はマケテラレネーション              | SRDL-3450 | 93位   |
| 8th  | 1995年10月21日 | ヒ・ロ・イ・ン                        | APDM-5038 |        |
| 9th  | 1995年10月21日 | DON'T YOU KNOW?!                      | APDM-5039 |        |
| 10th | 1996年3月1日   | 素直になって                          | APDM-5040 |        |
| 11tn | 1996年4月22日  | NG!                                   | AYDM-107  |        |
| 12th | 1997年2月21日  | 深夜徘徊                              | AYCM-556  |        |

### アルバム

#### オリジナルアルバム
| 枚   | 発売日         | タイトル                                             | 規格品番  | 最高位 |
| ---- | -------------- | ---------------------------------------------------- | --------- | ------ |
| 1st  | 1990年10月21日 | ド・レ・ミ・ファ・ソ・ラ・シ・ド・シ・シ・ド・ル・ミ | CSCL-1557 | 82位   |
| 2nd  | 1992年7月22日  | プンスカ                                             | SRCL-2450 |        |
| 3rd  | 1995年8月25日  | Set me Free                                          | CDCD-001  |        |
| 4th  | 1997年2月21日  | 深夜徘徊                                             | AYCM-556  |        |
| 5th  | 2003年10月8日  | Rumi Roll                                            | CDCD-003  |        |
| ※    | 2005年11月30日 | アイドル・ミラクルバイブルシリーズ 宍戸留美          | MHCL-686  |        |
| 6th  | 2011年5月11日  | CHERBOURG→BRIGHTON                                   | SNDL-0001 |        |
| 7th  | 2012年8月15日  | 女                                                   | SNDL-0002 |        |
| 8th  | 2013年11月13日 | Ruminescence                                         | SNDL-0003 |        |
| 9th  | 2016年9月7日   | 東京幻想曲集                                         | SNDL-0004 |        |
| 10th | 2018年4月25日  | 8=∞（エイト）                                        | SNDL-0005 |        |
| 11th | 2018年4月25日  | DO THE HUBBLE! with RUMI SHISHIDO                    | SNDL-0006 |        |
| 12th | 2019年5月22日  | LOVE YOU LIVE                                        | SNDL-0007 |        |

#### ミニアルバム
| 枚  | 発売日        | タイトル     | 規格品番 | 最高位 |
| --- | ------------- | ------------ | -------- | ------ |
| 1st | 1999年7月23日 | bambi garden | CDCD-002 |        |

### ビデオクリップ
- ロックの神様（1991年2月21日）VSD仕様

### タイアップ
| 楽曲                     | タイアップ                                                                   | 時期   |
| ------------------------ | ---------------------------------------------------------------------------- | ------ |
| 恋はマケテラレネーション | OVA「KO世紀ビースト三獣士」オープニングテーマ                                | 1992年 |
| なかよしお泊り倶楽部     | OVA「KO世紀ビースト三獣士」エンディングテーマ                                | 1992年 |
| ヒ・ロ・イ・ン           | テレビアニメ「ご近所物語」オープニングテーマ                                 | 1995年 |
| DON'T YOU KNOW?          | テレビアニメ「ご近所物語」前期エンディングテーマおよび後期エンディングテーマ | 1995年 |
| NG!                      | テレビアニメ「ご近所物語」前期エンディングテーマおよび後期エンディングテーマ | 1995年 |
| 素直になって             | 劇場版「ご近所物語」エンディングテーマ                                       | 1996年 |

### キャラクターソング
| 発売日   | 商品名                                                                                 | 歌                                                                            | 楽曲 | 備考                                                                   |
| 1995年   | 1995年                                                                                 | 1995年                                                                        | 1995年 | 1995年                                                                 |
| -------- | -------------------------------------------------------------------------------------- | ----------------------------------------------------------------------------- | --- | ---------------------------------------------------------------------- |
| 7月14日  | おやじハンターマージャン                                                               |                                                                               | 「おやじハンターのテーマ」 | ゲームソフト初回特典シングル                                           |
| 2000年   |                                                                                        |                                                                               | |                                                                        |
| 3月24日  | おジャ魔女はココにいる                                                                 | MAHO堂                                                                        | 「おジャ魔女はココにいる」 | テレビアニメ「おジャ魔女どれみ♯」のオープニングテーマ                  |
| 3月24日  | おジャ魔女はココにいる                                                                 | MAHO堂                                                                        | 「声をきかせて」 | テレビアニメ「おジャ魔女どれみ♯」のエンディングテーマ                  |
| 11月2日  | 「おジャ魔女どれみ#」MAHO堂CDコレクション ソロ 瀬川おんぷ                              | 瀬川おんぷ（宍戸留美）                                                        | 「half point」 「ルピナスの子守唄」 | テレビアニメ「おジャ魔女どれみ#」挿入歌                                |
| 2001年   |                                                                                        |                                                                               | |                                                                        |
| 1月24日  | 「おジャ魔女どれみ 」MAHO堂CDコレクション その3 そんぐ ふぇすてぃばる                  | MAHO堂                                                                        | 「ルピナスの子守唄」 | テレビアニメ「おジャ魔女どれみ#」挿入歌                                |
| 2月21日  | おジャ魔女でBAN2                                                                       | MAHO堂                                                                        | 「おジャ魔女でBAN2」 | テレビアニメ「も〜っと! おジャ魔女どれみ」のオープニングテーマ         |
| 5月23日  | おジャ魔女BAN2 CDくらぶ その2 も〜っと! おジャ魔女すい〜とソングコレクション!!         | MAHO堂                                                                        | 「おジャ魔女でBAN[↑]2」 「すいーとそんぐABC」 | テレビアニメ「も〜っと! おジャ魔女どれみ」関連曲                       |
| 6月21日  | おジャ魔女BAN2 CDくらぶ その3 おジャ魔女ミュージカル ヴォーカルコレクション!!          | MAHO堂                                                                        | 「おジャ魔女カーニバル!!(+2 Version)」 「ピリカピリ❤ラッキー!(MAHO堂 Version)」 「おジャ魔女はココにいる(+1 Version)」 「ルピナスの子守唄(+1 Version)」                                                | テレビアニメ「も〜っと! おジャ魔女どれみ」関連曲                       |
| 7月4日   | 2001夏・東映アニメフェア も〜っと! おジャ魔女どれみ カエル石の秘密                     | MAHO堂                                                                        | 「夏のまほう」 | 劇場版「も〜っと!おジャ魔女どれみ カエル石のひみつ」エンディングテーマ |
| 7月4日   | 2001夏・東映アニメフェア も〜っと! おジャ魔女どれみ カエル石の秘密                     | MAHO堂 with 五條真由美                                                        | 「カエルが一つなきゃ」 | 劇場版「も〜っと!おジャ魔女どれみ カエル石のひみつ」挿入歌             |
| 9月21日  | おジャ魔女キャラクターミニアルバムシリーズ(2)瀬川おんぷ                                | 瀬川おんぷ（宍戸留美）                                                        | 「WE CAN DO!」 「北極星（ぽーらーすたー）」 「おんぷのすい〜とそんぐABC」 | テレビアニメ「も〜っと! おジャ魔女どれみ」挿入歌                       |
| 10月3日  | デジモンアドベンチャー02 夏への扉                                                      |                                                                               | 「Only lonely」 |                                                                        |
| 2002年   |                                                                                        |                                                                               | |                                                                        |
| 2月21日  | DANCE!おジャ魔女                                                                       | MAHO堂                                                                        | 「DANCE!おジャ魔女」 | テレビアニメ「おジャ魔女どれみドッカーン!」オープニングテーマ          |
| 3月20日  | キッズステーション おジャ魔女どれみドッカ〜ン!MAHO堂えいごフェスティバル               |                                                                               | 「ABCのうた」 「きらきらぼし」 「メリーさんのひつじ」 「もりのくまさん」 「ヘッド・ショルダーズ・ニーズ・アンド・トゥズ」 「おおきなくりのきのしたで」 「ゆかいなまきば」 「しあわせならてをたたこう」 |                                                                        |
| 6月12日  | おジャ魔女音頭でハッピッピ!                                                            | MAHO堂                                                                        | 「おジャ魔女音頭でハッピッピ!!」 「MAHOでチャチャチャ」 | テレビアニメ「おジャ魔女どれみドッカーン!」関連曲                      |
| 2003年   |                                                                                        |                                                                               | |                                                                        |
| 1月22日  | おジャ魔女ドッカ〜ン! CDくらぶ その8 FRIENDS -フレンズ- *MAHO堂ソロヴォーカルアルバム* | 瀬川おんぷ（宍戸留美）                                                        | 「Cherry Bomb!」 | テレビアニメ「おジャ魔女どれみドッカーン!」キャラクターソング          |
| 8月27日  | イエスタデイをうたって オリジナルサウンドストーリー                                    | 野中晴（宍戸留美）                                                            | 「ぼくたちの失敗」 「ぼくが君の思い出になってあげよう」 | 漫画『イエスタデイをうたって』関連曲                                   |
| 12月21日 | 明日のナージャ 音的挿話シリーズその2『明後日のナージャ』                               | ローズマリー（宍戸留美）                                                      | 「野性のDiamond」 | テレビアニメ「明日のナージャ」関連曲                                   |
| 2004年   |                                                                                        |                                                                               | |                                                                        |
| 1月21日  | 明日のナージャ 音的挿話シリーズその3『明後日のナージャ』2                              | ローズマリー（宍戸留美）                                                      | 「野性のDiamond(Rosy Dub ver.)」 | テレビアニメ「明日のナージャ」関連曲                                   |
| 8月25日  | 金色のガッシュベル!!「キャラクターソングシリーズ ガールズサイド」                      | レイラ（宍戸留美）                                                            | 「伝えて」 | テレビアニメ「金色のガッシュベル!!」関連曲                             |
| 9月24日  | ナ・イ・ショ・YO! おジャ魔女                                                           | MAHO堂                                                                        | 「ナ・イ・ショ・YO! おジャ魔女」 「ステキ∞」 | OVA「おジャ魔女どれみナ・イ・ショ」の主題歌                            |
| 2005年   |                                                                                        |                                                                               | |                                                                        |
| 12月21日 | 飛んでもNothing〜どき☆どきアニマル横町のうたの巻〜                                     | あみ（江里夏） with イヨ（宍戸留美）・ケンタ（永澤菜教)・イッサ（佐藤ゆうこ） | 「飛んでもNothing〜どき☆どき アニマル横町のうたの巻〜」 | テレビアニメ「アニマル横町」オープニングテーマ                         |
| 2006年   |                                                                                        |                                                                               | |                                                                        |
| 2月23日  | 甲虫王者ムシキング〜森の民の伝説〜 サウンドトラック ベストセレクション                 | パム（宍戸留美）                                                              | 「森の夢」 | テレビアニメ「甲虫王者ムシキング 森の民の伝説」挿入歌                  |
| 5月25日  | アニマル横町バラエティアルバム2 どき☆どき無人島の巻                                    | イヨ（宍戸留美）                                                              | 「ハエジゴクのLove letter」 | テレビアニメ「アニマル横町」関連曲                                     |
| 5月25日  | アニマル横町バラエティアルバム2 どき☆どき無人島の巻                                    | イヨ（宍戸留美）・ケンタ（永澤菜教）・イッサ（佐藤ゆうこ）                    | 「みんなでアニ横音頭」 | テレビアニメ「アニマル横町」関連曲                                     |
| 7月21日  | アニマル横町 バラエティCD3 〜どき☆どきDJの巻〜                                         | アニヨコーズ                                                                  | 「ビミョーなPOSITION」 | テレビアニメ「アニマル横町」関連曲                                     |
| 11月22日 | テレビアニメーション「N・H・Kにようこそ!」サウンドコレクション サニーサイドにようこそ! | プルリン（宍戸留美）                                                          | 「ふしぎ・プルプル・プルリン・リン!」 | テレビアニメ「N・H・Kにようこそ!」挿入歌                               |
| 2008年   |                                                                                        |                                                                               | |                                                                        |
| 12月17日 | キャラクターソングアルバム THE VARIA SONGS                                             | マーモン（宍戸留美）                                                          | 「幻のアルコバレーノ」 | テレビアニメ「家庭教師ヒットマンREBORN!」関連曲                        |
| 2010年   |                                                                                        |                                                                               | |                                                                        |
| 2月24日  | WHITE ALBUM サウンドステージ02                                                         | 松山めのう（宍戸留美）                                                        | 「ルック・オブ・ダーティ・ラブ」 | テレビアニメ「WHITE ALBUM」関連曲                                      |
| 3月24日  | WHITE ALBUM Character Song Best & Sound Track                                          | 松山めのう（宍戸留美）                                                        | 「シークレットカオス」 | テレビアニメ「WHITE ALBUM」挿入歌                                      |
| 4月21日  | TV ジュエルペット はっぴぃ♪ミュージック                                                | ペリドット（甲斐田ゆき）、ルナ（宍戸留美）、ミルキィ（内海慶子）              | 「ストロベリータイム」 | テレビアニメ「ジュエルペット」挿入歌                                   |
| 2011年   |                                                                                        |                                                                               | |                                                                        |
| 7月6日   | Dororonえん魔くんメ〜ラめら 昭和ヒットスタジオ                                         | 艶靡ちゃん（宍戸留美）                                                        | 「青い果実」 | テレビアニメ『Dororonえん魔くん メ〜ラめら』挿入歌                     |
| 7月6日   | Dororonえん魔くんメ〜ラめら 昭和ヒットスタジオ                                         | 艶靡ちゃん（宍戸留美）                                                        | 「ハチのムサシは死んだのさ」 | テレビアニメ『Dororonえん魔くん メ〜ラめら』挿入歌                     |
| 2014年   |                                                                                        |                                                                               | |                                                                        |
| 4月30日  | プリティーリズム・レインボーライブ プリズム☆ミュージックコレクションDX                 | 天羽ジュネ（宍戸留美）                                                        | 「nth color」 | テレビアニメ『プリティーリズム・レインボーライブ』挿入歌               |
| 4月30日  | プリティーリズム・レインボーライブ プリズム☆ミュージックコレクションDX                 | 天羽ジュネ（宍戸留美）、りんね（佐倉綾音）                                    | 「Sevendays Love, Sevendays Friend」 | テレビアニメ『プリティーリズム・レインボーライブ』挿入歌               |
| 2020年   |                                                                                        |                                                                               | |                                                                        |
| 12月23日 | 映画「魔女見習いをさがして」ミュージック・コレクション                                 | MAHO堂                                                                        | 「おジャ魔女カーニバル!!（魔女見習いをさがして Version）」 | 映画『魔女見習いをさがして』オープニングテーマ                         |
| 12月23日 | 映画「魔女見習いをさがして」ミュージック・コレクション                                 | 瀬川おんぷ（宍戸留美）                                                        | 「終わらない物語（魔女見習いをさがして Version）」 | 映画『魔女見習いをさがして』エンディングテーマ                         |

### その他
- 素敵な歌たち（2009年1月22日）
  - 『bibi〜留美美保〜』名義で発売。これは、上京した頃から親交のあった元東京パフォーマンスドールの米光美保とのユニットである。

## 出演
太字はメインキャラクター。

### テレビ番組
- ウゴウゴルーガ2号（フジテレビ）
- 恐怖夜話（KBS京都・テレビ神奈川・サンテレビ共同制作）
- 渋谷でチュッ（テレビ東京）
- 聖PCハイスクール（テレビ東京）
- 大竹まことのただいま!PCランド（テレビ東京）
- 東京イエローページ 二代目Page7として出演（1990年4月 - 1990年9月 TBSテレビ）
- マージナルマン（TBS）
- 声友ヒャッカテン（Music Japan TV Plus）
- 鶴ちゃんのプッツン5（日本テレビ）
- おつむのオムツ（TVK）
- 星期六我家的電視・三宅裕司の天下御免ね!（TBS）
- ソリトン「インディーズ特集」（NHK総合）

### ラジオ
- ソード・ワールド うるわしの我が家亭（TBSラジオ）
- 超学生ハビタ となりのハチャメちゃん（文化放送）
- 宍戸留美 全人類が愛しい夜（ニッポン放送）
- 伊集院光のOh!デカナイトフライデースペシャル（ニッポン放送）
- 古田新太のオールナイトニッポン（ニッポン放送）
- 桑原茂→の×××（ピー）ラジオ（TOKYO FM）
- ルンルンはミニがスキ!（JFN）
- FMヤングスタジオ（1990年4月 - 1990年7月、JFNラジオ） - 水曜日レギュラーパーソナリティとして出演
- 浩一・ルンルンの気ままにクロストーク！（JFNラジオ） - 衛藤浩一とパーソナリティとして出演
- 宍戸留美と里咲りさのせーゆーラジオ（2022年3月5日 - 、stand.fm）[37]

### 映画
- はいすくーる仁義（1991年） - あゆみ 役
- Colors of Life（2003年）
- NANA（2005年） - 坂上 役
- NANA2（2006年） - 坂上 役
- 砂の童話（2007年）
- 雨女（2007年）
- 宮田宗吉監督「何であたし」（2012年）ハンブルク日本映画祭上映主題歌「昼下がりのうた」
- 世界の終わりのいずこねこ（2015年） - イツ子のママ 役
- 今関あきよし監督作品「カリーナの林檎　チェルノブイリの森」ママ役（吹き替え）
- 河合健監督作品「ひつじものがたり」遠野ゆきえ役

### ビデオ映画
- 離婚ゲーム（1992年）
- 校内写生・制服密売香港事情 ZOKKONなの!!（1993年）

### 舞台
- 優曇華の花待ち得たる心地（ヤルッツェ、ブラッキン、2002年1月23日 - 27日、於・シアターサンモール）
- 信号戦隊 シグナルレンジャー（50cc、2004年6月3日 - 6日、於・ウエストエンドスタジオ）
- 夢芝居（リーゼント、2004年7月31日 - 8月1日、於・THEATER BRATS）
- オズの魔法使い
- 朗読劇「メタ娘〜みんなの初詣を取り戻せ♪ お正月ドロボウ編〜」[38]（2024年1月26日 - 1月28日、於・荻窪オメガ東京）ドロンドラ 役

### 写真集
- ホット・スケッチ（ファンハウス / 1992年）ISBN 4-8470-2266-1
- 東京幻想写真集　撮影:増田賢一 SNDL-0004（sundaliru/2016年）

### テレビアニメ
1995年
- ご近所物語（1995年 - 1996年、幸田実果子）

1997年
- 花より男子（三条桜子）
- 夢のクレヨン王国（ゴマータ）

1999年
- おジャ魔女どれみ（1999年 - 2003年、瀬川おんぷ、ロロ） - 4シリーズ
- ワイルドアームズ トワイライトヴェノム（マリエル）

2001年
- 遊☆戯☆王デュエルモンスターズ（御伽ガールズ2）

2002年
- 真・女神転生Dチルドレン ライト&ダーク（レナ）
- デジモンフロンティア（ロップモン）
- 満月をさがして（七海）

2003年
- 明日のナージャ（2003年 - 2004年、ローズマリー・アップルフィールド）
- こちら葛飾区亀有公園前派出所（ヨッペ）
- ぽぽたん（雫）
- ポポロクロイス（プンプン王女）
- 無限戦記ポトリス（ララ）

2004年
- 金色のガッシュベル!!（2004年 - 2005年、レイラ）

2005年
- Xenosaga THE ANIMATION（M.O.M.O.）
- 甲虫王者ムシキング 森の民の伝説（2005年 - 2006年、パム）
- これが私の御主人様（沢渡かりん）
- 冒険王ビィト（2005年 - 2006年、ミルファ） - 2シリーズ
- まじめにふまじめ かいけつゾロリ（不動産屋、ディアリー）
- アニマル横町（2005年 - 2006年、イヨ）
- Paradise Kiss（幸田実果子、山口アリス）
- おねがいマイメロディ（宮前貴子）
- ふしぎ星の☆ふたご姫（2005年 - 2006年、パール）

2006年
- 銀河鉄道物語 〜永遠への分岐点〜（ハロルド）
- シュガシュガルーン（モカ、アンブル）
- 人造昆虫カブトボーグ V×V（2006年 - 2007年、板里網子 / ベネチアン）
- 出ましたっ!パワパフガールズZ（2006年 - 2007年、金時桜子 / セデューサ）
- N・H・Kにようこそ!（プルリン、緑川七菜子、トロトロ、レイ、記者、女の子、メイド、アナウンス、マウス、女子職員、メッセージの声、町娘、女子アナ、ラーメン屋店員）
- 働きマン（野川由実）
- 吉宗（チビ姫、童女②）
- エア・ギア（蓮花）

2007年
- Saint October（ソフィア）
- 家庭教師ヒットマンREBORN!（2007年 - 2010年、マーモン）
- 彩雲国物語（茶春姫）
- はぴはぴクローバー（ひらりさん）

2008年
- はたらキッズ マイハム組（マリリン）

2009年
- ジュエルペット（2009年 - 2014年、ダイアナ、ルナ） - 5シリーズ
- WHITE ALBUM（松山めのう）

2010年
- B型H系（山田のエロ神様、森先生）
- はなかっぱ（2010年 - 、ももかっぱ）
- 学園黙示録 HIGHSCHOOL OF THE DEAD（直美）

2011年
- Dororonえん魔くん メ〜ラめら（艶靡ちゃん、ツトム）
- 毎日かあさん（黒野くん）

2013年
- プリティーリズム・レインボーライブ（2013年 - 2014年、天羽ジュネ、氷室マリア）

2015年
- VENUS PROJECT -CLIMAX-（黒城星）

2018年
- キラッとプリ☆チャン（2018年 - 2020年、緑川かの子〈さら母〉、緑川太郎）

2019年
- 臨死!!江古田ちゃん（江古田ちゃん〈第5話〉）
- KING OF PRISM -Shiny Seven Stars-（天羽ジュネ）

2022年
- その着せ替え人形は恋をする（二階堂シオン）

### 劇場アニメ
- ご近所物語（1996年、幸田実果子）
- 映画 おジャ魔女どれみ♯（2000年、瀬川おんぷ）
- も〜っと!おジャ魔女どれみ カエル石のひみつ（2001年、瀬川おんぷ）
- はなかっぱ 花さけ!パッカ〜ん♪ 蝶の国の大冒険（2013年、ももかっぱちゃん）
- 劇場版 プリティーリズム・オールスターセレクション プリズムショー☆ベストテン（2014年、天羽ジュネ）
- 劇場版プリパラ み〜んなあつまれ！プリズム☆ツアーズ（2015年、天羽ジュネ）
- KING OF PRISMシリーズ（2017年 - 2020年、天羽ジュネ） - 2作品[一覧 4]
- 劇場版 プリパラ&キラッとプリ☆チャン 〜きらきらメモリアルライブ〜（2018年、天羽ジュネ）
- 魔女見習いをさがして（2020年、瀬川おんぷ[52]、お好み焼き屋女性客）

### OVA
- KO世紀ビースト三獣士（1992年、ユーニ・チャーム・パスワード）
- 時空異邦人KYOKO ちょこらにおまかせ!（2001年、ちょこら）
- おジャ魔女どれみナ・イ・ショ（2004年、瀬川おんぷ）
- ねとらん者 THE MOVIE（2004年、ビスケたん）
- 君のいる町（2012年、菊川琴音）

### Web
2008年
- ペンギン娘♥はぁと（アクア）
- ドラマ「鬼の人美に涙」神戸朱梨役

2010年〜
- インターネット音楽番組『Oil in Life』（オイルインライフ）

2019年
- おジャ魔女どれみ お笑い劇場（瀬川おんぷ）

### ドラマCD
- うたたねひろゆき 音楽詩歌集 誘惑（朗読とミニドラマ）
- おジャ魔女どれみ シリーズ（1999年 - 2013年、瀬川おんぷ）
- デジモンアドベンチャー02 夏への扉（2001年、なっちゃん）
- ゼノサーガOUTER FILE（2002年、M.O.M.O.）
- N・H・Kにようこそ!ドラマアルバム 第20.5話 フルボイスにようこそ!（2006年、緑川七菜子、プルリン）
- めぐる季節のなかで 春冬編（2015年、坂口香澄）

### 朗読
- Audible『ムゲンのｉ ： 上』 『ムゲンのｉ ： 下』

### ゲーム
1994年
- KO世紀ビースト三獣士 〜ガイア復活 完結編〜（ユーニ・チャーム・パスワード）

1995年
- おやじハンターマージャン（主題歌）

1997年
- 恐怖新聞
- スパークリング・フェザー
- ボイスアイドルマニアックス〜プールバーストーリー（宍戸留美〈本人役〉）

2002年
- おジャ魔女どれみドッカ〜ン!にじいろパラダイス（瀬川おんぷ）
- ゼノサーガシリーズ（2002年 - 2006年、M.O.M.O.） - 5作品

2003年
- ワイルドアームズ アルターコード:エフ（マリエル）

2004年
- おジャ魔女あどべんちゃ〜ないしょのまほう（瀬川おんぷ）
- 金色のガッシュベル!! 激闘!最強の魔物達（レイラ）
  - 金色のガッシュベル!! うなれ!友情の電撃2（レイラ）

2005年
- 金色のガッシュベル!! 友情タッグバトル2（レイラ）
  - 金色のガッシュベル!! うなれ!友情の電撃 ドリームタッグトーナメント（レイラ）

- 金色のガッシュベル!! ゴー!ゴー!魔物ファイト!!（レイラ）
- 新世紀勇者大戦（那由多せつな）
- 太鼓の達人 とびっきり!アニメスペシャル（「L・O・V・E」歌唱）
- NANA（小松奈々）
- NAMCO x CAPCOM（M.O.M.O.）
- 空色の風琴 Remix（メナム）

2006年
- アニマル横町 どき☆どき進級試験! の巻（イヨ）
- 太鼓の達人8（「L・O・V・E」歌唱）

2007年
- アガレスト戦記（フューリア）
- テイルズ オブ イノセンス（チトセ・チャルマ / サクヤ）
- みんなのGOLF 5（ソフィ）

2008年
- ミブリー&テブリー（ミブリー）

2009年
- サンデーVSマガジン 集結!頂上大決戦
- 桃色大戦ぱいろん（永名刹那、フューリア）

2010年
- 無限のフロンティアEXCEED スーパーロボット大戦OGサーガ（M.O.M.O.、ヘラ・ガンド）

2012年
- タイムトラベラーズ（山吹千里子）
- テイルズ オブ イノセンス R（チトセ・チャルマ / サクヤ）

2013年
- プリティーリズム（ジュネ）

2014年
- リング☆ドリーム（ウィッシュ新妻）

2019年
- 金色のガッシュベル!! Golden Memories（レイラ）
- ぷよぷよ!!クエスト（瀬川おんぷ）

2021年
- オーバーエクリプス（ポラリス）

2024年
- 金色のガッシュベル!! 永遠の絆の仲間たち（レイラ）
- 東京放課後サモナーズ（スネグーラチカ）

### 吹き替え
- エリアス ちいさなレスキューせん（お姫様）
- マイ・フェア・マドレーヌ（マドレーヌ）
- ラグラッツ

### コマーシャル
- インフォスフィア「オツムのおつむ」（ナレーション / 歌）
- OPA（ナレーション / 歌 / クマ役）
- 六本木ヒルズ（スピカ役）
- 電車でGO!（ナレーション）
- ドイツの森（ナレーション / 歌 / 赤ずきんちゃん）
- Nikon×PORTER（ルンルンベイビー名義 / 歌）
- 岩塚のベビーせんべい×はなかっぱ（ももかっぱ役）wab CM
- アサヒビール（ナレーション）wab CM2019年
- 森永製菓「ピノ ストロベリームーン」（月の声）web CM2019年

### 人形劇
- こどもにんぎょう劇場「海底二万里2 〜ふしぎな海底探検〜」（NHK、マリアム）

### ライブコンサート
- アニ祭（2023年9月1日、渋谷PLEASURE PLEASURE）

### その他
- はだかん帽（NHKみんなのうた 2004年8・9月度O.A.）
- ぶたまんごころ（NHKみんなのうた、キャラクターデザイン）
- スナメリくん（フォトアルバムCD）（日本コダック）
- ビスケたん目覚まし時計（ビスケたん）
- DRIVE TO 2000
- 『4』バンバンバザール（「こんな気持ち」にゲストボーカル、1999年）
- HONDALADYとのデュエットソング「timecode」（HONDADLYアルバム「TBTV」所収）
- 大和証券WEBドラマ「ロクアナ」ヒロイン（製作 TFMインタラクティブ、制作 フォックス・21）
- 毎日放送深夜バラエティ枠「パノラマ電波横丁」オープニングアニメ「ケナゲちゃん」キャラクターデザイン（2001年4月 - 2002年3月）
- 世田谷区制80周年記念イベント式典 総合司会（2012年）
- KONICA MINOLTA プラネタリウム はなかっぱ 花さけ！パッカ〜ん 宇宙旅行（2018年）
- 宍戸留美presents〜ひとりひとりにクリスマス〜（2021年、下北沢ニュー風知空知）

### ユニットメンバー
1. 1 2  春風どれみ（千葉千恵巳）、藤原はづき（秋谷智子）、妹尾あいこ（松岡由貴）、瀬川おんぷ（宍戸留美）
2. 1 2 3 4 5 6  春風どれみ（千葉千恵巳）、藤原はづき（秋谷智子）、妹尾あいこ（松岡由貴）、瀬川おんぷ（宍戸留美）、飛鳥ももこ（宮原永海）
3. 1 2 3  春風どれみ（千葉千恵巳）、藤原はづき（秋谷智子）、妹尾あいこ（松岡由貴）、瀬川おんぷ（宍戸留美）、飛鳥ももこ（宮原永海）、ハナちゃん（大谷育江）
4. ↑  あみ（江里夏）・くみこ（福原香織）・イヨ（宍戸留美）